# TAF Helicòpters
TAF Helicòpters S.L. (ICAO-Code: HET) ist ein katalanisches Luftfahrtunternehmen mit Hauptsitz am Aeropuerto de Sabadell in Spanien.
Das 1959 in Katalonien gegründete Unternehmen ist einer der führenden Hubschrauberbetreiber in Spanien, zu dessen Aufgaben Ambulanz- und Bergrettungsflüge sowie Lösch- und Arbeitseinsätze zählen. Das Unternehmen betreibt derzeit 21 Hubschrauber – allesamt Eurocopter-Modelle – und übernimmt auch deren Instandhaltung. Gesellschafter sind zu gleichen Teilen der katalanische Reial Automòbil Club de Catalunya (RACC) und die PTT  S.A. Im Laufe der Jahre hat TAF die Instandhaltungsarbeiten für die verschiedenen Eurocopter-Modelle ausgeweitet.
2012 gründet Eurocopter España (Albacete) und TAF Helicòpters ein Service- und Supportzentrum für leichte Hubschrauber.  Durch die Beteiligung an diesem neuen Unternehmen wird Eurocopter zum wichtigen Anbieter für technische Dienstleistungen  und Logistik in der spanischen Hubschrauberbranche. Eurocopter España hat 80 % der neu gegründeten Gesellschaft Sabadell Helicopters Service Center (SHSC) erworben, in welche die katalanische Gesellschaft TAF Helicòpters S.L. die Reparatur und Instandhaltung von Hubschraubern ausgegliedert hat. Geschäftsführer der neuen Gesellschaft ist Antonio Ramírez del Pino.